# ザハトラー
ザハトラー（Sachtler ）はドイツのミュンヘン郊外エヒング（Eching ）にある映画機材のメーカーである。
映画カメラマンだったヴェンデリン・ザハトラーが、1950年代に、従来の製品より滑らかに動き、かつ、安定性の高い三脚用雲台「クライゼル・コップ」を自分のために製作したところ、他のカメラマンにも好評だったため1958年に会社を興し、本格的に三脚製造を始めた。1978年には雲台を安定させるメカニズムで特許を取得、1979年には炭素繊維製で軽量な三脚を発売して機動性を求められる報道映像取材で大活躍するようになった。1995年にイギリスのVitecグループに属した。2011年時点でザハトラーの三脚は140カ国で販売され、従業員数150人と小さな会社ではあるが、プロのカメラマンが映画やテレビ番組の撮影に使う三脚では世界でトップクラスのシェアを持ち、世界中の至る所で使われている。